# Gottfried V. (Eppstein)
Gottfried V. von Eppstein (* etwa 1318; † zwischen dem 4. August 1336 und dem 9. Oktober 1341) war ein Adliger der jüngeren Linie des Hauses Eppstein. Die Eppsteiner, denen im Spätmittelalter der Aufbau einer der bedeutendsten Adelsherrschaften in Hessen gelang und die bereits um 1200 reich begütert in Spessart, Taunus und Wetterau waren, waren als Herren hochadlig und stellten im 13. Jahrhundert gleich vier Mainzer Erzbischöfe und Kurfürsten.

## Leben
Gottfried V. von Eppstein war der Sohn von Gottfried IV. von Eppstein und dessen Frau Loretta von Daun zu Oberstein.
Er heiratete im Jahr 1328 Liutgard von Breuberg, mit der er folgende Kinder hatte:
- Gottfried VI. von Eppstein[5][1][2] (* unbekannt; † zwischen dem 28. April 1355 und dem 28. März 1357)
- Eberhard I. von Eppstein[5][1] (* ca. 1337; † zwischen dem 28. Mai 1391 und dem 16. Oktober 1391)

Über seine Ehefrau Liutgard von Breuberg (auch bekannt als Luckarde von Breuberg) profitierte Gottfried V. vom Breuberger Erbe: Als Erbtochter brachte sie in ihre erste Ehe mit Konrad V. von Weinsberg ein Viertel der Herrschaft Breuberg im Odenwald ein. Nach Konrads Tod brachte sie die Hälfte ihres Erbes in Form von einem Achtel der Herrschaft Breuberg in ihre zweite Ehe mit Gottfried V. ein. Die andere Hälfte verblieb bei ihrem Sohn aus erster Ehe, Konrad VI. von Weinsberg.